# Décès en 1970
Décès
- 1966
- 1967
- 1968
- 1969
- 1970
- 1971
- 1972
- 1973
- 1974

Cet article présente une liste de personnalités mortes au cours de l'année 1970.

Les mois de l'année font également l'objet de listes spécifiques :

## Décès par mois

### Date précise inconnue
- Ottavio Baussano, peintre et décorateur italien (° 19 avril 1898).
- Jane Berlandina, peintre française (° 15 mars 1895).
- Émile Blondel, peintre français (° 6 août 1893).
- Esther Carp, peintre polonaise (° 1897).
- Junie Cobb, musicien de jazz américain (° 1896).
- Gyula Cseszneky, poète, traducteur et homme politique hongrois (° 1914).
- Frédéric Deshayes, peintre et lithographe figuratif français (° 30 décembre 1883).
- Ana Figuero, féministe, pédagogue et diplomate chilienne (° 1907).
- Alfonso Frangipane, peintre, dessinateur, essayiste et historien de l'art italien (° 1881).
- David Garfinkiel, peintre français d'origine polonaise (° 31 juillet 1902).
- Käthe Ephraim Marcus, peintre et sculptrice germano-israélienne (° 1892).
- Lucila Rubio de Laverde, féministe et pédagogue colombienne (° 1908).
- Inada Saburō, peintre et graveur japonais (° 1902).
- James Warner, opérateur radio américain (° 1891).

### Janvier
- 1er janvier : Delia Akeley, exploratrice américaine (° 29 septembre 1875).
- 4 janvier : James Edwards, acteur américain (° 6 mars 1918).
- 5 janvier :
  - Roberto Gerhard, compositeur espagnol naturalisé britannique (° 25 septembre 1896).
  - Ivan Vrona, critique d'art et peintre russe puis soviétique (° 17 septembre 1887).
- 6 janvier : Yi Ho-woo, poète et journaliste sud-coréen (° 1er mars 1912).
- 7 janvier :
  - Robert Barrat, acteur américain (° 10 juin 1889).
  - Émile Bouneau, peintre et graveur français (° 7 février 1902).
  - Sylvie (Louise Sylvain), actrice française (° 3 janvier 1883).
- 9 janvier : Jani Christou, compositeur grec (° 9 janvier 1926).
- 10 janvier : Pavel Beliaïev, cosmonaute soviétique (° 26 juin 1925).
- 12 janvier :
  - Jaroslav Benda, peintre, graphiste, affichiste et designer austro-hongrois puis tchécoslovaque (° 27 avril 1882).
  - Leopoldo Conti, joueur et entraîneur de football italien (° 12 avril 1901).
- 15 janvier : Vytautas Bacevičius, compositeur lituanien (° 9 septembre 1905).
- 20 janvier : Nora Ashe, enseignante irlandaise, nationaliste et militante de la langue irlandaise (° 5 juillet 1882).
- 25 janvier :
  - Rita Angus, peintre et graveuse néo-zélandaise (° 12 mars 1908).
  - Jane Bathori (Jeanne-Marie Berthier), chanteuse d'opéra (° 14 juin 1877).
- 27 janvier : Erich Heckel, peintre allemand (° 31 juillet 1883).
- 28 janvier : Hassan Taghizadeh, homme politique iranien  (° 27 septembre 1878).
- 29 janvier : Muhammad Tahir Pacha, homme politique égyptien, membre du Comité international olympique et fondateur des Jeux méditerranéens (° août 1879).
- 30 janvier : Malcolm Keen, acteur britannique (° 8 août 1887).

### Février
- 1er février : Eugène Christophe, coureur cycliste français (° 22 février 1885).
- 2 février : Bertrand Russell, mathématicien, philosophe et moraliste, prix Nobel de littérature 1950 (° 18 mai 1872).
- 4 février : Sylvain Vigny, peintre français (° 8 avril 1903).
- 5 février : José Landazabal, footballeur espagnol (° 7 janvier 1899).
- 12 février :
  - Carlos-Reymond, peintre et graveur français (° 16 novembre 1884).
  - André Souris, musicien membre du groupe surréaliste belge (° 10 juillet 1899).
- 14 février : José Pelletier, coureur cycliste français (° 30 août 1888).
- 15 février : Robert Pouyaud, sculpteur et peintre post-cubiste français (° 9 décembre 1901).
- 17 février : Pierre Dubreuil, peintre et graveur français (° 8 septembre 1891).
- 19 février : Jules Dallet, peintre français (° 4 janvier 1876).
- 20 février : Albert Wolff, chef d'orchestre et compositeur français (° 19 janvier 1884).
- 22 février : Michele Gordini, coureur cycliste italien (° 23 avril 1896).
- 25 février : Mark Rothko, peintre américain (° 25 septembre 1903).

### Mars
- 5 mars : Shima Seien, peintre nihonga japonaise (° 13 février 1892).
- 12 mars : Robert de Caix de Saint-Aymour, journaliste, homme politique, écrivain et diplomate français (° 5 février 1869).
- 15 mars :
  - Arthur Adamov, dramaturge français d'origine russe (° 23 août 1908).
  - David Horne, acteur anglais (° 14 juillet 1898).
- 16 mars : Saïd Mohamed Ben Chech Abdallah Cheikh, homme politique des Comores (° 1er juillet 1904).
- 17 mars :
  - Jérôme Carcopino, historien français, membre de l'Académie française (° 27 juin 1881).
  - Michał Kalecki, économiste polonais (° 22 juin 1899).
- 18 mars : William Beaudine, réalisateur américain (° 15 janvier 1892).
- 20 mars : Walter Bricht, pianiste et compositeur américain d’origine austro-hongroise (° 9 septembre 1904).
- 24 mars : Suzanne Drouet-Réveillaud, peintre orientaliste française (° 2 mars 1885).
- 30 mars : Leonid Ovsiannikov, peintre et pédagogue russe puis soviétique (° 25 mai 1880).
- 31 mars :
  - José Saló, footballeur espagnol (° 1909).
  - Semion Timochenko, militaire russe puis soviétique (° 18 février 1895).

### Avril
- 4 avril : Byron Foulger, acteur américain (° 27 août 1899).
- 11 avril :
  - Rogi André, photographe portraitiste et peintre française d'origine austro-hongroise (° 10 août 1900).
  - Antoine Martinez, peintre français (° 11 juillet 1913).
- 17 avril : Domenico Gnoli, peintre, illustrateur et scénographe italien (° 3 mai 1933).
- 20 avril : Perry Bradford, auteur-compositeur, pianiste, chanteur et chef d'orchestre américain (° 14 février 1893).
- 23 avril : Sylvaine Collin, peintre française (° 29 juin 1902).
- 25 avril : Anita Louise, actrice américaine (° 9 janvier 1915).
- 26 avril : Maurice Geldhof, coureur cycliste belge (° 22 octobre 1905).
- 27 avril : Arthur Shields, acteur et metteur en scène irlandais (° 15 février 1896).
- 28 avril : Ed Begley, acteur américain (° 25 mars 1901).

### Mai
- 6 mai :
  - Ellen Schulz Quillin, botaniste américaine (° 16 juin 1892).
  - Dino Liviero, coureur cycliste italien (° 30 mai 1938).
- 12 mai :
  - Henri Hayden, peintre et lithographe français d'origine polonaise (° 24 décembre 1883).
  - Rylsky, peintre et graveur français (° 17 juillet 1901).
- 18 mai : Henri Ginet, peintre surréaliste français (° 29 décembre 1923).
- 20 mai : Oswaldo Dandru, footballeur argentin (° 28 janvier 1935).
- 22 mai : Gojmir Anton Kos, peintre, photographe et enseignant austro-hongrois puis yougoslave (° 24 janvier 1896).
- 23 mai : Simone Desprez, peintre française (° 15 octobre 1882).
- 24 mai : John George Stewart, architecte et homme politique américain (° 2 juin 1890).
- 27 mai : Prempeh II, roi des Ashantis (° vers 1892).
- 28 mai : Iuliu Hossu, cardinal roumain, évêque de Gherla (° 30 janvier 1885).
- 29 mai : Nicolas Abramtchik, journaliste et homme politique russe puis soviétique (° 16 août 1903).

### Juin
- 2 juin : Bruce McLaren, coureur automobile néo-zélandais (° 30 août 1937).
- 7 juin :
  - Edward Morgan Forster, écrivain anglais (° 1er janvier 1879).
  - Antoine Jacquemond, peintre et enseignant français  (° 26 janvier 1885).
  - Ida Kerkovius, peintre et tisserande lettonne (° 31 août 1879).
- 8 juin : Else Kienle, médecin allemande (° 26 février 1900).
- 11 juin :
  - Camille Bombois, peintre français (° 3 février 1883).
  - Esther Carp, peintre juive polonaise (° 18 décembre 1897).
  - Frank Silvera, acteur américain d'origine jamaïcaine (° 24 juillet 1914).
- 13 juin : Giorgio Cencetti, paléographe et universitaire italien (° 30 janvier 1908)
- 14 juin : 
  - Roman Ingarden, philosophe polonais (° 5 février 1893).
  - Bachisio Raimondo Motzo, historien et philologue italien (° 6 mars 1883).
- 16 juin : Heino Eller, compositeur et pédagogue estonien (° 7 mars 1887).
- 19 juin : Jacques Hébertot, journaliste et directeur de théâtre français (° 28 janvier 1886).
- 21 juin :
  - Léo Cassil, écrivain soviétique (° 25 juin 1905).
  - Piers Courage, pilote de Formule 1 (° 27 mai 1942).
  - Ahmed Sukarno, président de l'Indonésie (° 6 juin 1901).

### Juillet
- 1er juillet : Robert Barriot, peintre, émailleur et sculpteur français (° 22 juillet 1898).
- 4 juillet :
  - Barnett Newman, peintre américain (° 29 janvier 1905).
  - Albert Hazen Wright, zoologiste américain (° 15 août 1879).
- 5 juillet : Eb van der Kluft, footballeur international néerlandais (° 23 mai 1889).
- 10 juillet : 
  - Maria Orsola Bussone, jeune laïque italienne, vénérable catholique (° 2 octobre 1954).
  - Thomas Bahnson Stanley, homme d'affaires et homme politique américain (° 16 juillet 1890).
- 13 juillet : Roger Edens, compositeur, producteur, acteur et scénariste américain (° 9 novembre 1905).
- 14 juillet :
  - Luis Mariano, chanteur d'opérette espagnol (° 13 août 1914).
  - Alfred Schieske, acteur allemand (° 6 septembre 1908).
- 15 juillet : Almada Negreiros, artiste portugais (° 7 avril 1893).
- 16 juillet : Haim-Moshe Shapira, homme politique israélien (° 20 mars 1902).
- 17 juillet : Yorgui Koli, officier tchadien puis français, compagnon de la Libération (° 8 janvier 1896).
- 21 juillet : Georges Faudet, coureur cycliste français (° 16 décembre 1901).
- 23 juillet : Amadeo Bordiga, dirigeant révolutionnaire et théoricien marxiste italien, l’un des fondateurs du Parti communiste italien (° 13 juin 1889).
- 24 juillet : Gottfrid Berg, organiste, chef de chœur et compositeur suédois (° 29 janvier 1889).
- 26 juillet :
  - Claud Allister, acteur britannique (° 3 octobre 1888).
  - Fernando Arbello, tromboniste et arrangeur de jazz américain (° 30 mai 1907).
- 27 juillet : António de Oliveira Salazar, dictateur portugais (° 28 avril 1889).
- 31 juillet : Wilfrid Kent Hughes, athlète et homme politique britannique puis australien (° 12 juin 1895).

### Août
- 2 août :
  - Anatoli Tcherepovitch, coureur cycliste soviétique (° 30 juillet 1936).
  - Lucien Van Beirs,  magistrat et procureur du Roi belge (° 25 août 1900).
- 4 août : Edmond Audemars, coureur cycliste, aviateur et entrepreneur suisse (° 3 décembre 1882).
- 10 août : Bernd Alois Zimmermann, compositeur allemand (° 20 mars 1918).
- 18 août : Henri Bercher, peintre suisse (° 13 décembre 1877).
- 20 août : Mickey Daniels, acteur américain (° 11 octobre 1914).
- 24 août : Frederick Leister, acteur anglais (° 1er décembre 1885).
- 28 août : Fernand Hertenberger, illustrateur, dessinateur, graveur et peintre français (° 10 avril 1882).
- 30 août : Abraham Zapruder, cinéaste amateur ayant filmé l'assassinat de John F. Kennedy (° 15 mai 1905).
- ? août : Gabriel Robin, peintre français (° 28 mai 1902).

### Septembre
- 1er septembre : François Mauriac, écrivain français, membre de l'Académie française, prix Nobel de littérature en 1952 (° 11 octobre 1885).
- 2 septembre : Kees van Baaren, compositeur et enseignant néerlandais (° 22 octobre 1906).
- 5 septembre :
  - Victor Kirchen, coureur cycliste luxembourgeois (° 9 juin 1898).
  - Gaston Ploquin, peintre et dessinateur français (° 18 décembre 1882).
  - Jochen Rindt, coureur automobile autrichien (° 18 avril 1942).
- 14 septembre : Rudolf Carnap, philosophe américain d'origine allemande (° 18 mai 1891).
- 8 septembre : Gentil Cardoso, entraîneur brésilien et sélectionneur de son pays (° 5 juillet 1906).
- 17 septembre : Désiré Keteleer, coureur cycliste belge (° 13 juin 1920).
- 18 septembre : Jimi Hendrix, guitariste et chanteur américain (° 27 novembre 1942).
- 22 septembre : Janko Alexy, peintre et écrivain austro-hongrois puis tchécoslovaque (° 25 janvier 1894).
- 23 septembre :
  - André Raimbourg dit Bourvil, acteur français (° 27 juillet 1917).
  - Veno Pilon, peintre expressionniste, designer et photographe austro-hongrois puis yougoslave (° 22 septembre 1896).
- 25 septembre : Jefim Golyscheff, peintre et compositeur russe puis soviétique (° 20 septembre 1897).
- 28 septembre :
  - Gamal Abdel Nasser, chef de l'État égyptien (° 15 janvier 1918).
  - John Dos Passos, romancier américain (° 14 janvier 1896).
- 29 septembre : Noe Canjura, peintre salvadorien (° 14 août 1922).
- 30 septembre : Sid Jordan, acteur américain, essentiellement actif pendant la période du cinéma muet (° 12 août 1889)

### Octobre
- 1er octobre : Marcel Guimbretière, coureur cycliste français (° 4 décembre 1909).
- 4 octobre : Janis Joplin, chanteuse américaine (° 19 janvier 1943).
- 9 octobre :
  - Jean Giono, écrivain, scénariste et réalisateur français (° 30 mars 1895).
  - Edmond Michelet, homme politique français (° 8 octobre 1899)
- 10 octobre : Édouard Daladier, homme politique français (° 18 juin 1884).
- 14 octobre : Jeanne Burgues-Brun, poétesse et romancière française (° 10 février 1886).
- 17 octobre :
  - Pierre Laporte, avocat, journaliste et homme politique canadien (° 25 février 1921).
  - Joseph-Napoléon Caron, homme politique canadien (° 7 novembre 1896).
- 19 octobre : Adolfo Leoni, coureur cycliste italien (° 13 janvier 1917).
- 20 octobre :
  - Joseph Doerflinger, pilote d'avion français (° 24 mai 1898).
  - Patrick Wymark, acteur britannique (° 11 juillet 1926).
- 21 octobre : John Thomas Scopes, professeur américain (° 3 août 1900).

### Novembre
- 1er novembre : Georg Ludwig Jochum, chef d'orchestre allemand (° 10 décembre 1909).
- 9 novembre :
  - Charles de Gaulle, général, président de la République française (° 22 novembre 1890).
  - Charles Martin-Sauvaigo, peintre français (° 7 février 1881)
- 14 novembre :
  - Jean Denis, peintre et aviateur français (° 2 janvier 1893).
  - Daniel Girard, illustrateur, peintre et graveur français (° 9 mars 1890).
- 16 novembre : Denise Clair, actrice française (° 8 juillet 1916).
- 17 novembre : Alla Horska, peintre soviétique (° 18 septembre 1929).
- 21 novembre : Chandrashekhara Venkata Râman, physicien indien, prix Nobel de physique en 1930 (° 7 novembre 1888).
- 22 novembre : Elizabeth Zetzel, psychanalyste américaine (° 17 mars 1907).
- 25 novembre : Yukio Mishima, écrivain japonais (° 14 janvier 1925).

### Décembre
- 1er décembre : Hermine David, peintre et graveuse française (° 19 avril 1886).
- 2 décembre : André Barbier, peintre français (° 23 janvier 1883).
- 3 décembre : Georges Filiberti, peintre français d'origine italienne (° 12 mars 1881).
- 6 décembre :
  - Jean Déré, compositeur français (° 23 juin 1886).
  - Leandro Faggin, coureur cycliste sur piste italien (° 17 juillet 1933).
- 7 décembre :
  - Konstanty Brandel, peintre et graveur polonais (° 10 avril 1880).
  - Édith Thomas, écrivaine, historienne, archiviste et journaliste française (° 23 janvier 1909)
- 8 décembre : Alberto Buccicardi, joueur et entraîneur de football, puis journaliste chilien (° 11 mai 1914).
- 11 décembre :
  - Bartolomeo Aimo, coureur cycliste italien (° 25 septembre 1889).
  - Fernand Schreurs, homme politique belge d'expression française et militant wallon (° 26 juillet 1900).
- 12 décembre : Natan Altman, peintre, sculpteur, illustrateur et décorateur de théâtre russe puis soviétique (° 22 décembre 1889).
- 13 décembre : Oscar Behogne, homme politique belge (° 2 février 1900).
- 14 décembre : William Slim, gouverneur général d'Australie (° 6 août 1891).
- 15 décembre :
  - Albert Schmidt, peintre suisse (° 1er septembre 1883).
  - Stanislas-André Steeman, auteur et illustrateur belge d'expression française (° 23 janvier 1908).
- 18 décembre : Marc Boegner, pasteur, écrivain, membre de l'Académie française (° 21 février 1881).
- 19 décembre :
  - Vittorio Bodini, poète et traducteur italien (° 6 janvier 1870).
  - Constant Ménager, coureur cycliste français (° 15 avril 1889).
- 24 décembre : Henri Farge, peintre, aquafortiste et graveur sur bois français (° 1er janvier 1884).
- 25 décembre : Leff Schultz, peintre russe et français (° 6 novembre 1897).
- 28 décembre : Arthur Ashley, acteur et réalisateur américain (° 6 octobre 1886).
- 30 décembre : Maurice Savreux, peintre français (° 27 mai 1884).
- 31 décembre :
  - Alexandre Garbell, peintre français de l’École de Paris (° mai 1903).
  - Raymond Mondon, homme politique français (° 8 mars 1914).
  - Cyril Scott, compositeur, poète, écrivain et philosophe anglais (° 27 septembre 1879).
- ? décembre : Jean Boullet, peintre, dessinateur, illustrateur, critique de cinéma et écrivain français (° 1921).

### Date inconnue
- Edy Legrand, illustrateur et peintre français (° 24 juillet 1892).